# 跃进马场
跃进马场，是中国内蒙古自治区兴安盟科尔沁右翼前旗下辖的一个类似乡级单位。

## 行政区划
跃进马场共辖以下地区：
第一生产队、第二生产队、第三生产队、第四生产队、第五生产队、第六生产队、第七生产队、第八生产队、第九生产队、第十生产队、第十一生产队、第十二生产队、第十三生产队、第十四生产队、第十五生产队。